# Andrij Sokołenko
Andrij Jewhenowycz Sokołenko (ukr. Андрій Євгенович Соколенко; ur. 8 czerwca 1978 w Symferopolu) – ukraiński piłkarz, grający na pozycji obrońcy, a wcześniej napastnika.

## Kariera piłkarska

### Kariera klubowa
Jest wychowankiem Tawrii Symferopol. W 1996 rozpoczął karierę piłkarską w klubie Dynamo Saki. W 1998 przeniósł się do Prykarpattia Iwano-Frankowsk, a w następnym sezonie do drużyny Krywbas-2 Krzywy Róg, po czym powrócił do Prykarpattia. W 2002 został piłkarzem klubu Wołyni Łuck, a w następnym roku wyjechał zagranicę, gdzie bronił barw klubów Dynama Mińsk i Aktöbe-Lento Aktöbe. W 2005 powrócił do Wołyni, skąd w następnym roku przeszedł do FK Charków. Po rundzie jesiennej spędzonej w Obołoni Kijów, powrócił do Charkowa. Po wygaśnięciu kontraktu na początku 2009 ponownie został piłkarzem Prykarpattia Iwano-Frankowsk, a latem podpisał kontrakt z azerskim klubem Simurq Zaqatala. W 2010 zawodnik nie miał klubu. W 2011 grał w zespołach amatorskich Huculszczyna Kosów i Karpaty Kołomyja. Latem 2011 podpisał roczny kontrakt z pierwszoligowym Enerhetykem Bursztyn. Potem grał w amatorskim zespole Hazowyk Bohorodczany. Latem 2013 przeszedł do Tepłowyka Iwano-Frankiwsk, w którym zakończył karierę piłkarską.